# Tümmler (Schiff)
Die Tümmler ist ein deutscher Eisbrecher, der zuletzt für das Wasser- und Schifffahrtsamt Magdeburg im Einsatz war. Bis zu seiner Außerdienststellung im August 2015 war er mit 111 Jahren das älteste Schiff der Wasser- und Schifffahrtsverwaltung des Bundes. Im November 2015 wurde das Schiff in Prof. Otto Lidenbrock umbenannt.

## Geschichte derTümmler
Das Schiff wurde als Baunummer 41 vom Werftbetrieb der Gebr. Wiemann in Brandenburg an der Havel gebaut. Die Königliche Elbstrom-Bauverwaltung stellte die Tümmler 1904 in Dienst und setzte sie von Hitzacker aus als Eisbrecher und Schlepper ein. Angetrieben wurde das Schiff damals von einer zweizylindrigen Dampfmaschine mit 130 Pferdestärken.
Gegen Ende des Zweiten Weltkriegs wurde die Tümmler an das gegenüberliegende Elbufer verlegt und ist dort später gesunken. 1947 wurde sie gehoben, in Havelberg instand gesetzt und 1948 der Deutschen Seebaggerei in Rostock unterstellt. Ab 1955 wurde das Schiff dann vom Wasserstraßenamt Wittenberge wieder auf der Elbe eingesetzt.
Für den Umbau zum Motorschiff wurde die Tümmler 1962 außer Dienst gestellt. Mit einem neuen Schiffsdieselmotor des Typs SKL 8 NVD 36 und einer Leistung vom 240 kW kam das modernisierte Schiff 1964 wieder zum Wasserstraßenamt Wittenberge. 1980 übernahm der VEB Wasserstraßenbetrieb und Unterhaltung (WBU) Magdeburg die Tümmler und nach der Wiedervereinigung Deutschlands war sie bis August 2015 für das Wasser- und Schifffahrtsamt Magdeburg im Dienst.

## Geschichte derProf. Otto Lidenbrock

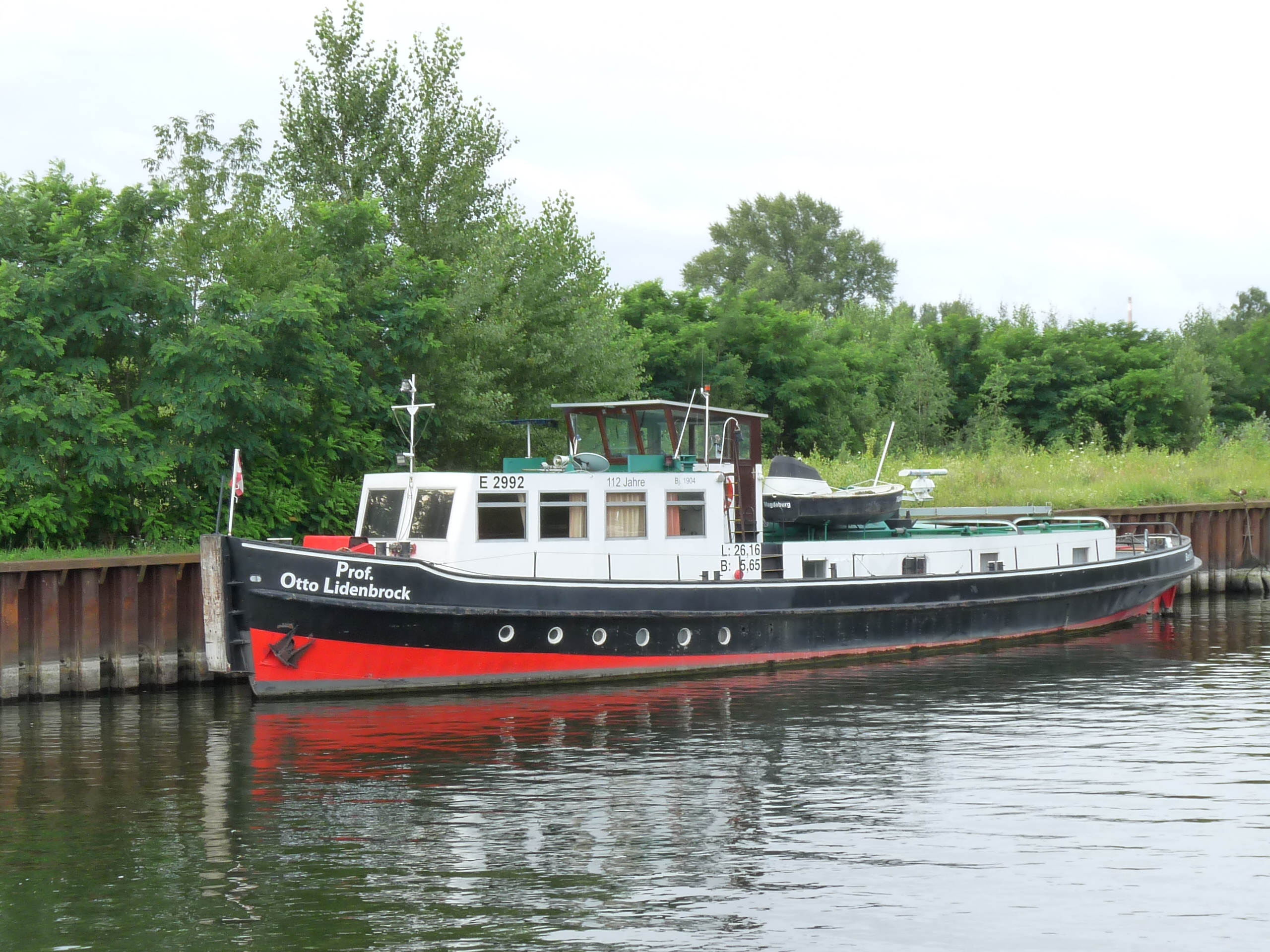
Prof. Otto Lidenbrock 2017 in Brandenburg an der Havel

Am 10. November 2015 erwarb die HanseCrew Berlin das Schiff von der Vebeg und übernahm es am 13. November. Es wurde in Prof. Otto Lidenbrock (nach der Figur aus Jules Vernes Roman Die Reise zum Mittelpunkt der Erde) umbenannt und in den Historischen Hafen Brandenburg verlegt. Unter Beibehaltung des vollständigen Attests sollte das einsatzfähige Schiff ab April 2016 von Berlin aus für Schub-, Schlepp- und Eisbrucheinsätze sowie für Fahrten und Besichtigungen als Traditionsschiff eingesetzt werden.
Am 18. Februar 2021 erlitt das aufgelegte Schiff einen Wassereinbruch und drohte im Tiefen See zu sinken. Rettungskräfte sicherten den Havaristen und legten eine Ölsperre um die Prof. Otto Lidenbrock. Ursache für den Wassereinbruch war ein defektes Ventil.